# Gianfranco Trombini
Gianfranco Trombini (Codigoro, 7 giugno 1944 – Moldavia, 26 marzo 2022) è stato un calciatore italiano, di ruolo centrocampista.

## Caratteristiche tecniche
Era un'ala sinistra.

## Carriera
Cresciuto nel Ravenna dove esordisce a 15 anni, nel 1961 viene ingaggiato dal Torino. Dapprima fa parte della squadra giovanile, mentre nella stagione successiva entra nella prima squadra in pianta stabile, debuttando in Serie A il 23 dicembre 1962 in Torino-Lanerossi Vicenza (1-2).
Nel 1964 viene ceduto al Mantova, dove rimane per tre stagioni, fino al passaggio al Catania nel 1967, conquistando la promozione in massima serie nel 1970. Tuttavia nella stagione 1970-1971 non scende mai in campo. Chiude la carriera nel Treviso.
Complessivamente vanta 32 presenze in Serie A.